# Ahmar El Ain
Ahmar El Ain là một đô thị thuộc tỉnh Tipaza, Algérie. Dân số thời điểm năm 2002 là 25.633 người.